# Nostra Senyora de Pena

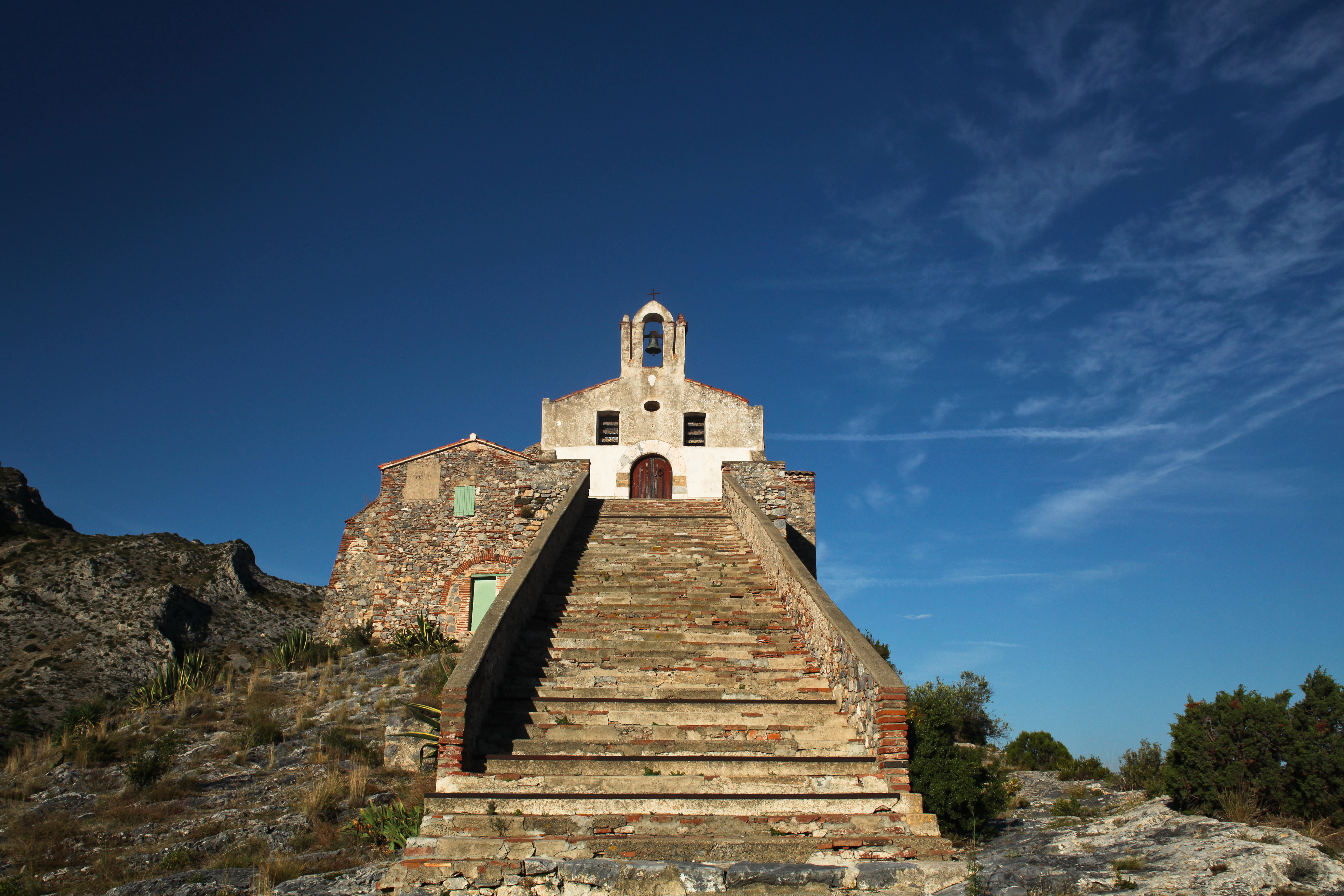
Façana oriental de l'ermita

Nostra Senyora de Pena (Notre-Dame de Pène en francès) és una ermita de la comuna nord-catalana de Cases de Pena, a la comarca del Rosselló.
Està situada dalt d'un esperó rocós a la dreta de l'Aglí a prop i al sud-oest del poble de Cases de Pena.

## Història

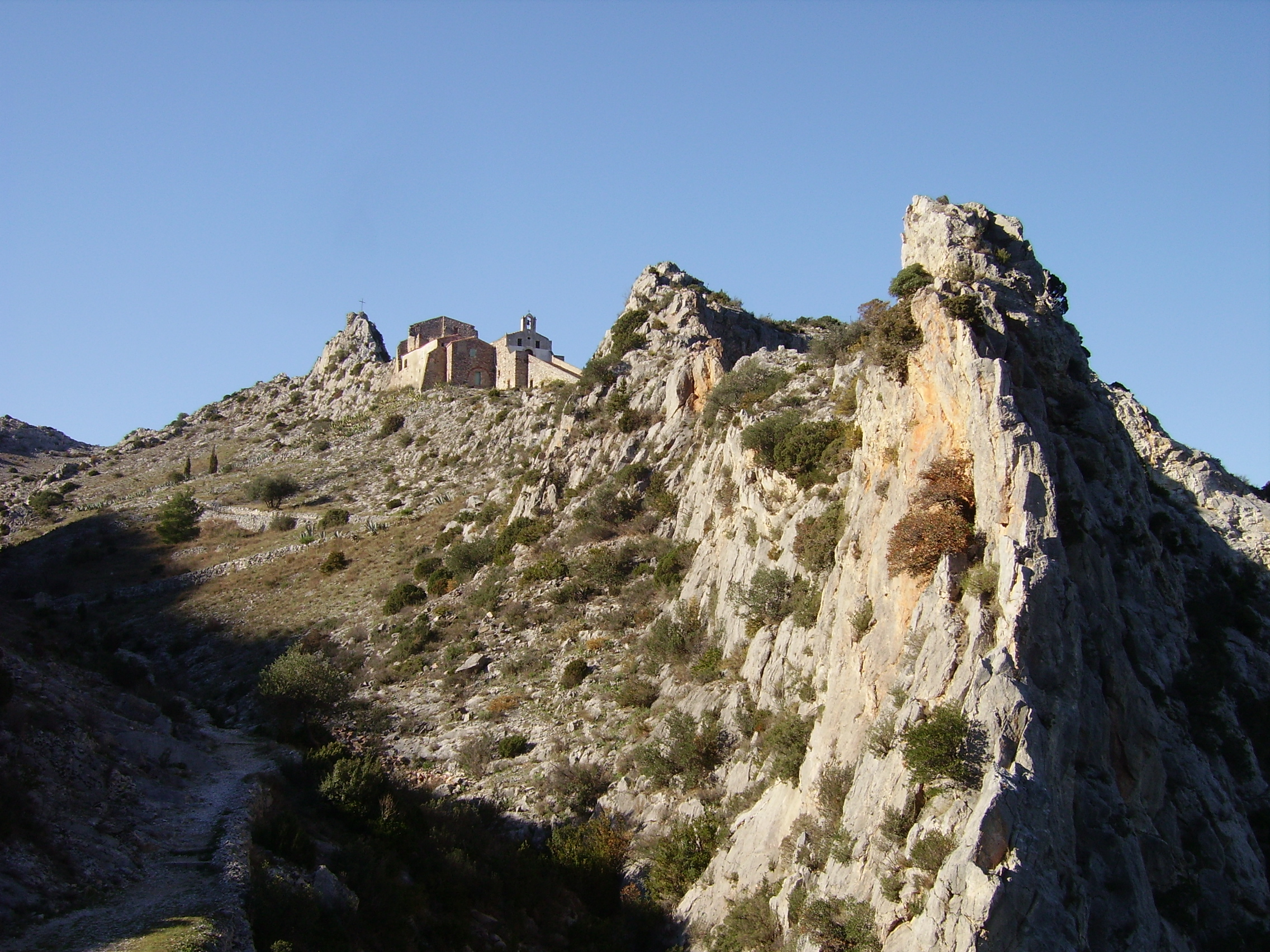
L'ermita, dalt del seu esperó rocós

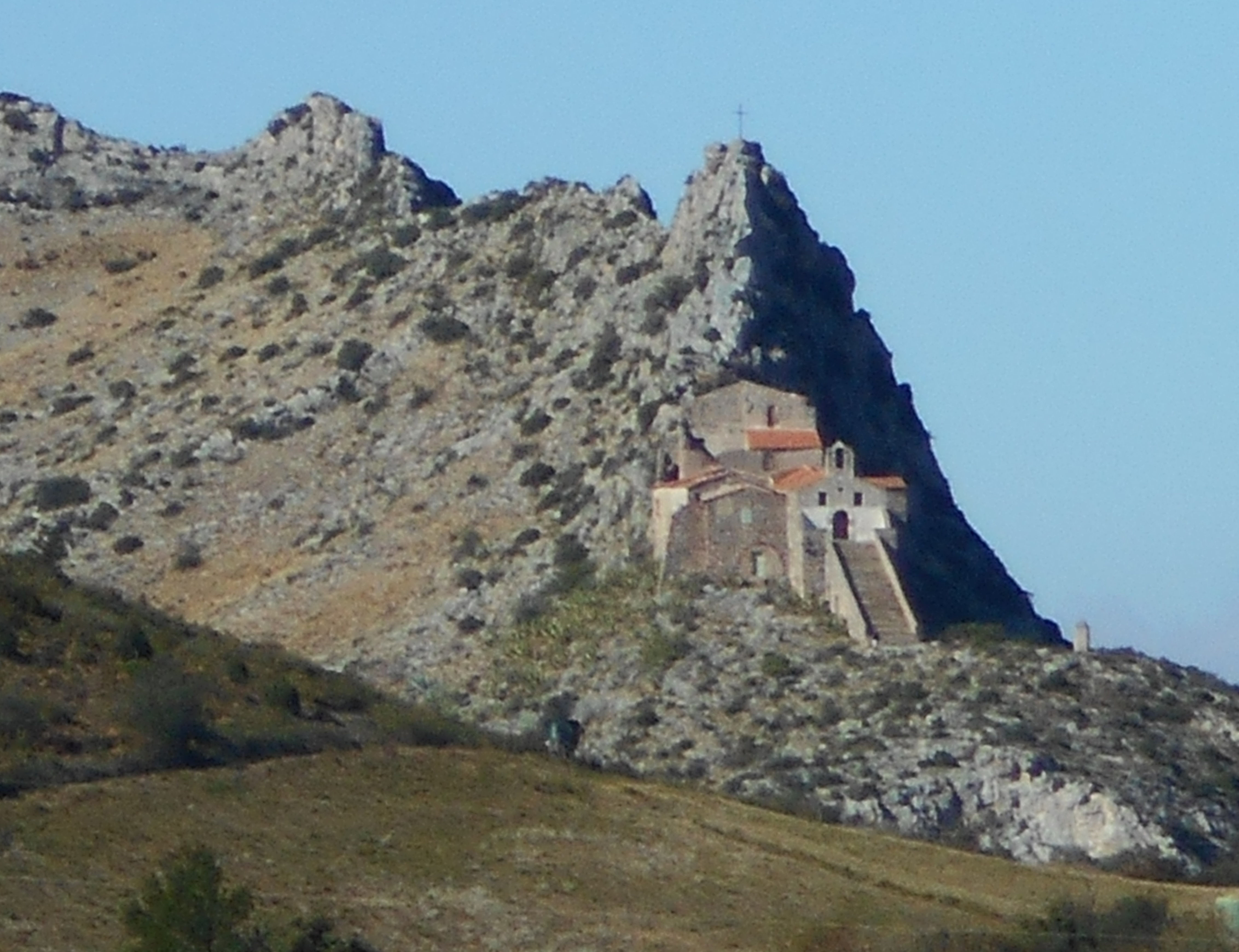
Vista des del camí d'accés

L'ermita va ser construïda sobre les restes de l'antic castell de Pena (castellum de Pena, esmentat el 1011), dalt d'una aresta rocosa que domina un meandre de l'Aglí, a 335 metres d'altitud. Ja el 1488 s'hi documenta un ermità, fra Daniel Benet, que no hauria viscut a l'edifici actual, més modern, sinó a una primera ermita dedicada a santa Anna. Aquesta construcció va ser substituïda al segle xvi per una de nova, ara sota l'advocació de la Mare de Déu. L'absis de l'edifici actual està datat el 1530, i la nau és una mica posterior. A l'auge dels santuaris que hi hagué al segle xvii s'esmenta l'Hermita de Nostra Senyora de Pena el 1688. Per les necessitats d'un culte creixent, als dos segles següents hom bastí construccions auxiliars a l'est i al sud de l'edifici principal.
Després de les lleis anticlericals sorgides de la Revolució Francesa, el conjunt d'edificacions fou venut a l'ajuntament de Cases de Pena. Un cop rehabilitada, l'ermita es reobrí novament el 1843, i l'activitat eremítica s'hi mantingué fins als anys 50 del segle xx. Va ser declarada Monument històric de França l'1 de juny del 1992. L'habitatge va ser restaurat el 2000 i anualment s'hi fa aplec per la Pasqua Granada.

## Arquitectura
És una església de nau única, amb bigues de fusta descobertes, i apuntalada per arcs ogivals. De la nau en surt una capella lateral, comunicada per un arc, en la paret nord-est. L'absis, poligonal, està cobert també amb una volta igualment dividida per arcs ogivals. Les úniques obertures del temple són tres finestres, a la mateixa façana de la porta. Un campanar d'espadanya d'una sola obertura remata la construcció. L'entrada, orientada al sud-est, és precedida per una majestuosa (dins la modèstia general de l'edifici) escala de 51 graons. Les mènsules que suporten alguns dels arcs estan esculpides i, atès el seu grau de deteriorament, no es pot descartar que hagin estat reaprofitades d'un edifici anterior.
Vorejant el sender que mena a l'edifici hi ha petits oratoris en força mal estat, un dels quals sembla que dedicat a sant Antoni del Desert. Estàtues i ex-vots dels segles xviii i xix conformen el mobiliari de l'església, decorada també amb una extensa exposició d'antics ornaments litúrgics.